# Nac mac Fíglové
Nac Mac Fíglové jsou postavy z knih Terryho Pratchetta o Zeměploše, konkrétně z knih o Toničce Bolavé: Svobodnej národ, Klobouk s oblohou, Zimoděj, Obléknu si půlnoc a Pastýřská koruna. Také se objevují v knize Carpe Jugulum.

## Vzhled
Nac Mac Fíglové jsou vlastně víly. Říká se jim také Svobodnej národ nebo piktmužíčci. Měří asi 15 cm, mají rezaté vlasy a vousy, jejich kůže je díky hustému tetování téměř celá modrá. Jediné oblečení, které nosí, je kilt z kousku hadříku nebo myšího kožichu. Někteří mohou mít helmici z králičí lebky. Ve vlasech a vousech mají někteří Fíglové drobné věcičky na ozdobu, jako jsou korálky, pírka apod.

## Historie
Mají nejasný původ. Sami o sobě tvrdí, že byli vyhnáni z Říše víl její Královnou, protože protestovali proti její tyranské vládě. Zlí jazykové tvrdí, že to bylo proto, že byli stále opilí.
Sami o sobě si myslí, že jsou mrtví. Lidský svět se jim líbí, protože je plný slunce, je tu modré nebe, hory a hlavně věci, s kterými lze bojovat. Fíglové milují pranice, velmi často bojují sami mezi sebou, jen aby nevyšli ze cviku. Domnívají se, že svět lidí je něco jako nebe pro zemřelé statečné válečníky. Pokud Fígl zemře, vrací se do Země živých.

## Zvyky
Fíglové žijí v pohřebních pahorcích králů. Hloubí si tu jeskyně v ukrytém zlatě. Nora Fíglů je velmi podobná noře králičí. Na povrchu bývá několik keřů, bobky a chomáče králičí srsti. Říká se, že žádný Fígl by nespal v domě který má jen jeden východ.
Ženy jsou u Nac Mac Fíglů velmi vzácné. V každém klanu může být pouze jedna, má pak funkci keldy neboli Královny klanu. Ženy rodí rychle a často. Postupem času je kelda matkou všech mužů v klanu. Pokud se narodí holčička, zůstává u matky, než dospěje, aby se naučila tajemství keldování, tzv. skrejvky. Poté musí z klanu odejít do klanu jiného, kde nemají keldu, nebo založit klan vlastní. S sebou si bere pouze několik svých bratrů na ochranu. Když přijde do jiného klanu, vybere si jednoho Fígla za manžela. Jemu se pak říká Velkej chlap. Poté, co se kelda vdá, stává se její slovo zákonem.
Nejoblíbenější činností Fíglů je boj, pití a krádeže. Ukradnou všechno, co není přibito. A pokud je, ukradnou i hřebíky, kterými byla věc přibita. Respektují pouze čarodějky a svoji keldu.
Fíglové nemají rádi policii a hlavně mají strach z toho, že je někdo zavře, a především z právníků. I když jsou Fíglové docela chytří, nemají rádi psané dokumenty, což souvisí s problémem ze strachu s právníky.

## Slovník
Nac mac Fíglové hovoří svým vlastním nářečím. Ukázka některých výrazů, které používají v českém překladu Jana Kantůrka:
- aha - záchod
- bábrdle - stará žena
- bědoš - výkřik nejvyššího smutku a zoufalství
- blabol - nesmysl
- béhovado - ovce
- bosorbaba - čarodějka všeobecně, bez ohledu na věk
- bryndák - viz matlák
- být jak veverka - být nervózní, ustaraný
- Bzdina - slabá osoba
- cítit něco ve své vodě - něco jako "cítím to v kostech," obzvláště psychicky nadaní jedinci prý dokážou vycítit nepříjemnosti podle pohybu tekutin v těle (stará námořnická pověra).
- haboun - člověk
- íhahovado - kůň
- jéminánku, jejdanánku - všeobecné zvolání Fíglů v tísni
- kouzlování - cokoliv, co čarodějka dělá
- kulich - velmi důležitý závazek, podpořený navíc tradicí a magií, není to pták
- matlák - bezcenná osoba
- nadrobít si - udělat si problémy
- óbrbosorbaba - velmi důležitá čarodějka
- odpuza - všeobecně nepříjemná osoba
- pechden - nešťastný den
- poule - oči (vypúlije, mžurkadla, nasísáky)
- skrejvky - tajemství
- slop - nápoj, pohříchu převážně alkoholický
- sotůrek - kožený váček, který Fíglové nosí vpředu přes kilt a zakrývá to, co zřejmě Fíglové považují za vhodné zakrýt. Fíglové v něm nosí především své poklady (či snad přesněji pokrady), nedojedené jídlo, věci, které našli, a tudíž teď patří jim, zajímavý hmyz, užitečné kousky dřeva, šťastný prášek a podobně. Také tam často najdeme-protože i Fíglové občas chytí rýmu, něco, co používají jako kapesník, i když to nemusí být nezbytně mrtvé. Přehrabovat se důkladně v sotůrku není zrovna nejlepší nápad.
- spářka - najdeme ji jen v opravdu velkých fíglích pahorcích v horách, kde je dost vody na to aby umožnilo pravidelné koupání. Je to něco jako sauna. Fíglové na Křídě mají sklony spoléhat na skutečnost, že na sebe člověk může nachytat jen jistou vrstvu špíny a prachu, ale jakmile to překročí určitou mez, začne z něj opadávat špína sama od sebe
- šerobylo - za šerobyla, v šerobylu, před hodně dlouhou dobou
- šňupnout si svého pepře - přijmout osud, který mi byl předurčen
- uchál - škvor
- U psí nohy - všeobecné citoslovce, které může znamenat cokoliv od "Ó bohové" až po "Tak teď mi ale vážně došla trpělivost a bude malér"
- Zhulený jako čibuk - unavený (pravděpodobně)
- zpaprčenec - opravdu nepříjemná osoba
- zpodělané - podivné, strašidelné, občas to může z jakéhosi důvodu znamenat i ovál, oválné